# Carl Zeiss Microscopy

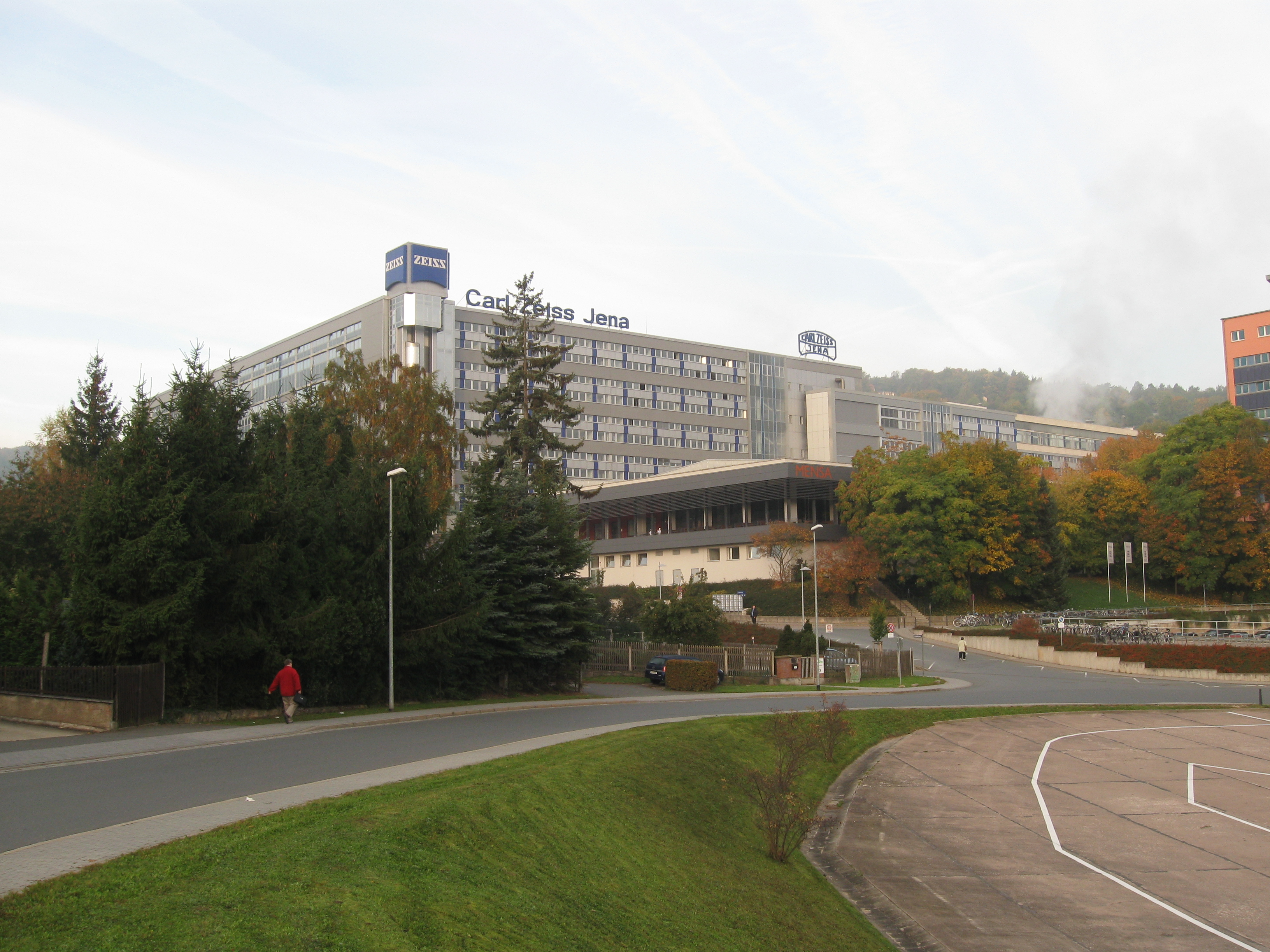
Firmengebäude Carl Zeiss Jena GmbH und weitere Firmen

Die Carl Zeiss Microscopy GmbH bildet den Unternehmensbereich Mikroskopie der Carl Zeiss Gruppe. Carl Zeiss Microscopy ist großer Hersteller von Mikroskopsystemen und bietet Lösungen für die biomedizinische Forschung, das Gesundheitswesen, die Materialforschung und die Hightechindustrie an.

## Geschichte

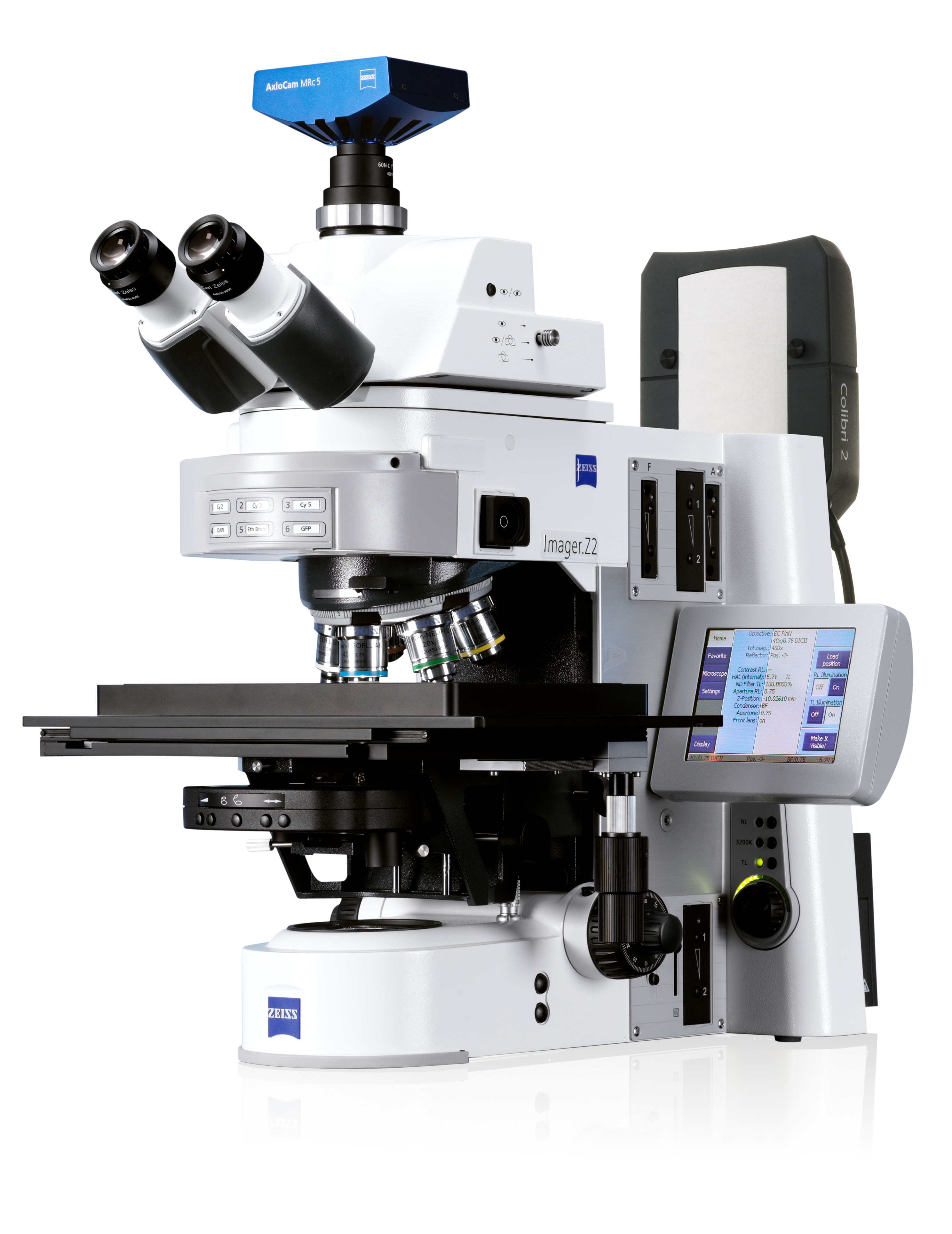
Axio Imager

Am 1. März 2006 wurde der Unternehmensbereich Mikroskopie von Carl Zeiss in der Carl Zeiss MicroImaging GmbH mit Sitz in Jena zusammengeführt. Am 1. Mai 2012 wurde die Carl Zeiss MicroImaging GmbH in die Carl Zeiss Microscopy GmbH umbenannt. Am 1. Juni 2012 wurde die Carl Zeiss NTS GmbH, ein Hersteller von Elektronenmikroskopen, in die Carl Zeiss Microscopy GmbH eingegliedert.

## Standorte
- Jena, (Hauptsitz) Produktion Konfokaler Mikroskopsysteme und Optischer Sensorsysteme
- München, (Softwareentwicklung) Bildanalyse, Digitale Mikroskopkameras, Laser Mikrodissektion, Automatisierte Mikroskopsysteme
- Oberkochen, (Produktion, Entwicklung) Rasterelektronenmikroskope
- Cambourne, England, (Produktion, Entwicklung, Software) Rasterelektronenmikroskope
- White Plains, New York, (Hauptsitz in den USA)
- Dublin, Kalifornien, (Produktion, Entwicklung) Röntgenmikroskopie (seit 2013, vormals Xradia, Inc.)

## Mitbewerber
- Leica Microsystems
- Nikon
- Olympus
- Keyence
- Thermo Fisher
- Hitachi